# Xã Grafton, Quận Fillmore, Nebraska
Xã Grafton (tiếng Anh: Grafton Township) là một xã thuộc quận Fillmore, tiểu bang Nebraska, Hoa Kỳ. Năm 2010, dân số của xã này là 245 người.